# قائمة ألعاب روكستار سان دييغو
ألعاب تم تطويرها أو نشرها بواسطة شركة روكستار سان دييغو 
- ريزدنت إيفل 2
- ميدنايت كلوب: ستريت ريسنغ
- تيست درايف أوف-رود وايد أوبن
- كلوب نايت II
- نادي منتصف الليل 3
- سباق الليل المتصل:لوس أنجليس
- ريد ديد ريدمبشن
- إل أيه نوار
- ماكس باين 3
- سرقة السيارات الكبرى 5